# Episodi di Young Sheldon (settima stagione)
La settima e ultima stagione della sitcom Young Sheldon è stata trasmessa in prima visione assoluta negli Stati Uniti da CBS dal 15 febbraio 2024 al 16 maggio 2024.
In Italia la stagione è stata pubblicata dal 5 luglio al 4 ottobre 2024 su Infinity+.
| n° | Titolo originale                                  | Titolo italiano                                          | Prima TV USA     | Prima TV Italia   |
| -- | ------------------------------------------------- | -------------------------------------------------------- | ---------------- | ----------------- |
| 1  | Half a Wiener Schnitzel and Underwear in a Tree   | Mezzo wiener schnitzel e un paio di mutande sull'albero  | 15 febbraio 2024 | 5 luglio 2024     |
| 2  | A Roulette Wheel and a Piano Playing Dog          | Una roulette e un cane che suona il pianoforte           | 22 febbraio 2024 | 12 luglio 2024    |
| 3  | A Strudel and a Hot American Boy Toy              | Uno strudel e un sexy toyboy americano                   | 29 febbraio 2024 | 19 luglio 2024    |
| 4  | Ants on a Log and a Cheating Winker               | Sedano, formiche e un baro ammiccatore                   | 7 marzo 2024     | 26 luglio 2024    |
| 5  | A Frankenstein's Monster and a Crazy Church Guy   | Un clone di Frankenstein e un predicatore pazzo          | 14 marzo 2024    | 2 agosto 2024     |
| 6  | Baptists, Catholics and an Attempted Drowning     | Battisti, cattolici e un tentativo di annegamento        | 4 aprile 2024    | 9 agosto 2024     |
| 7  | A Proper Wedding and Skeletons in the Closet      | Un vero matrimonio e gli scheletri nell'armadio          | 11 aprile 2024   | 16 agosto 2024    |
| 8  | An Ankle Monitor and a Big Plastic Crap House     | Una cavigliera e un grosso gabinetto di plastica         | 18 aprile 2024   | 23 agosto 2024    |
| 9  | A Fancy Article and a Scholarship for a Baby      | Un articolo divertente e una borsa di studio per un bebè | 25 aprile 2024   | 30 agosto 2024    |
| 10 | Community Service and the Key to a Happy Marriage | Servizi sociali e il segreto per un matrimonio felice    | 2 maggio 2024    | 6 settembre 2024  |
| 11 | A Little Snip and Teaching Old Dogs               | Un piccolo taglietto e insegnare agli anziani            | 9 maggio 2024    | 13 settembre 2024 |
| 12 | A New Home and a Traditional Texas Torture        | Una nuova casa e una tradizionale tortura texana         | 9 maggio 2024    | 20 settembre 2024 |
| 13 | Funeral                                           | Il funerale                                              | 16 maggio 2024   | 27 settembre 2024 |
| 14 | Memoir                                            | Ricordi                                                  | 16 maggio 2024   | 4 ottobre 2024    |

## Mezzo wiener schnitzel e un paio di mutande sull'albero
- Titolo originale: Half a Wiener Schnitzel and Underwear in a Tree
- Diretto da: Alex Reid
- Scritto da: Chuck Lorre, Steve Holland e Steven Molaro (soggetto), Nick Bakay, Jeremy Howe e Connor Kilpatrick (sceneggiatura)

### Trama
Connie, trasferitasi a casa di Dale dopo la perdita della casa, scopre di non essere assicurata contro i tornado e, offesa per essere stata presa in giro da lui per questo, si trasferisce a casa Cooper. Malgrado il sovraffollamento dovuto al fatto che anche Mandy e CeeCee sono ospitate lì, Missy riesce a gestire la situazione in modo egregio, dimostrando grande maturità. Nel frattempo Robin, la moglie del pastore Jeff, usa i soldi di Connie trovati nel loro giardino per comprarsi un nuovo televisore, adducendo come scusa il fatto che il denaro è stato guadagnato illegalmente. Più tardi il pastore, sentendosi in colpa, regala il televisore ai Cooper, senza dare spiegazioni. Intanto, in Germania, Mary è venuta a sapere del tornado e vorrebbe tornare indietro, mentre Sheldon insiste per restare perché non vuole perdersi il corso estivo; frustrata da lui e dal fatto che la stessa madre le fa notare che sarebbe solo d'intralcio in una situazione già al limite, la donna si ubriaca, mettendo in imbarazzo il figlio di fronte ai colleghi.
- Guest star: Craig T. Nelson (Dale Ballard), Mary Grill (Robin), Korey Simeone (Thomas)

## Una roulette e un cane che suona il pianoforte
- Titolo originale: A Roulette Wheel and a Piano Playing Dog
- Diretto da: Nikki Lorre
- Scritto da: Steve Holland, Nick Bakay e Nadiya Chettiar (soggetto), Chuck Lorre, Steven Molaro e Eric Kaplan (sceneggiatura)

### Trama
Sheldon, con suo grande shock, scopre di avere grosse lacune nella sua formazione e di essere lo studente accademicamente più indietro della sua classe, composta dai migliori studenti delle più prestigiose università del mondo; costretto a prendere lezioni di recupero da Mei-Tung, una ragazzina più giovane e molto più brillante di lui, il ragazzo è tentato di mollare e tornare a casa per sentirsi di nuovo il migliore, ma il dottor Linkletter gli fa notare che questo non lo farà progredire, mentre ascoltare colleghi pari e superiori a lui sì. Nel frattempo a Medford, Connie, per guadagnare più in fretta così da ricostruire la casa distrutta dal tornado, fa installare una roulette nella sua sala giochi, anche se Georgie teme che questo li farà finire in prigione, ma si convince a causa dei guadagni prospettati, che gli permetterebbero di prendersi cura di Mandy e CeeCee. Intanto Missy si rende conto che nessuno in famiglia apprezza o rispetta il lavoro che sta facendo per mandare avanti la casa e decide che d'ora in poi collaboreranno tutti, attenendosi alla tabella dei compiti che ha preparato. 
- Guest star: Ed Begley Jr. (Dr. Linkletter), Will Sasso (Jim McAllister), Robert Picardo (professor Salzman), Grady Lee Richmond (Wade), Reagan To (Mei-Tung), Gary Ballard (Herman)

## Uno strudel e un sexy toyboy americano
- Titolo originale: A Strudel and a Hot American Boy Toy
- Diretto da: Jeremy Howe
- Scritto da: Chuck Lorre, Steven Molaro e Nick Bakay (soggetto), Steve Holland, Connor Kilpatrick e Yael Glouberman (sceneggiatura)

### Trama
Per risparmiare sulle telefonate internazionali, George inizia invece a scrivere a Mary delle lettere, raccontandole della situazione a casa, in particolare di come la figlia stia uscendo con un ragazzo che gli fa credere sia gay, e mandandole foto della nipotina. Mary gli risponde di trovare la cosa molto romantica, e lo scambio finisce per rinsaldare il loro rapporto. Intanto Sheldon che vorrebbe esplorare la Germania in treno da solo e Mary glielo proibisce, ma il ragazzo disubbidisce finendo per rimanere bloccato in una stazione quando scende per comprare uno spuntino lasciando la borsa sul treno, che riparte prima che possa risalire; dopo aver cercato inutilmente aiuto dalla sorella, che preferisce parlare con la sua nuova cotta Taylor, si rivolge alla polizia che non lo aiuta e finisce per dover tornare indietro a piedi, venendo anche rincorso da un cane in mezzo alla campagna, senza sapere che Missy ha avvisato Mary della situazione: la madre lo punisce fingendo di essere ignara così da farlo tormentare dal senso di colpa. Nel frattempo Connie accetta di tornare a vivere con Dale, non senza problemi di convivenza tra lui che suona alla chitarra di continuo la stessa canzone per impararla e il russare di lei che lo tiene sveglio di notte.
- Guest star: Craig T. Nelson (Dale Ballard), Martin Harris (Gunther), Matthew Wolf (agente di polizia #1), Thomas Nicholson (agente di polizia #2)

## Sedano, formiche e un baro ammiccatore
- Titolo originale: Ants on a Log and a Cheating Winker
- Diretto da: Michael Judd
- Scritto da: Chuck Lorre, Steve Holland e Jeremy Howe (soggetto); Steven Molaro, Connor Kilpatrick e Nadiya Chettiar (sceneggiatura)

### Trama
Sheldon e Mary tornano dalla Germania e la situazione che trovano non li rende felici: il ragazzo è irritato dall'aver perso la sua camera e dal continuo pianto di CeeCee, mentre la donna si sente fuori posto dal momento che ormai non c'è più bisogno di lei nella gestione domestica. Sheldon decide di trasferirsi al college, ma scopre che anche la sua stanza è stata riassegnata a uno studente di informatica, tuttavia supera la cosa quando si appassiona al gioco che questo sta sviluppando. Nel frattempo Mary cerca di occupare il tempo stando con George al lavoro, ma alla fine ritrova il suo ruolo consolando Missy dopo che Taylor l'ha lasciata. Tornato a casa, Sheldon crede di vedere suo padre con un'altra donna, motivo per cui da quel momento busserà sempre tre volte, ma si scopre che aveva mal interpretato la cosa e che la donna era in realtà la stessa Mary. 
- Guest star: Craig T. Nelson (Dale Ballard), Doc Farrow (allenatore Wilkins), Motoki Maxted (Evan)

## Un clone di Frankenstein e un predicatore pazzo
- Titolo originale: A Frankenstein's Monster and a Crazy Church Guy
- Diretto da: Alex Reid
- Scritto da: Steven Molaro, Nick Bakay e Eric Kaplan (soggetto), Chuck Lorre, Steve Holland e Marie Cheng (sceneggiatura)

### Trama
Missy convince Billy a organizzare una festa a casa sua in assenza della madre e chiede a Georgie e poi a Mandy di comprare per loro la birra; al loro rifiuto, Missy si accorge che il ragazzino può passare per un adulto e la fa comprare direttamente lui. Intanto Mary inizia a farsi coinvolgere da un predicatore televisivo a cui fa una cospicua donazione, spingendo George a chiedere al pastore Jeff di riaccogliere la moglie nella sua chiesa; il pastore accetta, ma inizialmente è la donna a rifiutare, per poi cambiare idea dopo una serie di piccoli incidenti che lei interpreta come segni divini. Nel frattempo al college, Sheldon, Evan (il ragazzo a cui è stata assegnata la camera di Sheldon) e un suo amico, Joaquin, creano un algoritmo per guadagnare in borsa; con loro grande sorpresa, in poco tempo inizia ad operare in modo autonomo e Sheldon tenta quindi di usarlo anche per risolvere il problema della fisica del campo unificato, ma così facendo ne danneggia la funzione iniziale e i tre, nel panico perché stanno perdendo tutti i loro soldi, finiscono per gettare il computer dalla finestra.
- Guest star: Melissa Peterman (Brenda Sparks), Nancy Linehan Charles (Peg), J.D. Walsh (reverendo Travis Lemon), Motoki Maxted (Evan), C.J. Hoff (Joaquin)

## Battisti, cattolici e un tentativo di annegamento
- Titolo originale: Baptists, Catholics and an Attempted Drowning
- Diretto da: Matthew A. Cherry
- Scritto da: Chuck Lorre, Steve Holland e Ben Slaughter (soggetto), Steven Molaro, Jeremy Howe e Connor Kilpatrick (sceneggiatura)

### Trama
Interrogati da Mary a proposito dei loro piani di nozze, Georgie e Mandy pensano di sposarsi in municipio, ma la madre della ragazza si offre di pagare loro una cerimonia più fastosa e religiosa; questo fa emergere il fatto che i Cooper sono battisti e i McAllister cattolici, facendoli litigare a proposito della cerimonia e dell'educazione religiosa di CeeCee, al che entrambe le nonne battezzano di nascosto la nipote nella propria fede. Involontariamente, Sheldon le fa sentire in colpa raccontando loro di come il suo compagno di stanza abbia modificato il suo computer senza permesso e le due confessano il fatto a Mandy, che s'infuria e alla fine, per punirle, propone a Georgie, che acconsente, di sposarsi immediatamente senza nessuno a presenziare tranne Connie e Dale.
- Guest star: Craig T. Nelson (Dale Ballard), Will Sasso (Jim McAllister), Rachel Bay Jones (Audrey McAllister), Motoki Maxted (Evan), Tom Virtue (Padre Donovan)

## Un vero matrimonio e gli scheletri nell'armadio
- Titolo originale: A Proper Wedding and Skeletons in the Closet
- Diretto da: Michael Judd
- Scritto da: Steven Molaro, Eric Kaplan e Nadiya Chettiar (soggetto), Chuck Lorre, Steve Holland e Yael Glouberman (sceneggiatura)

### Trama
Le famiglie di Georgie e Mandy riescono a sapere all'ultimo momento del matrimonio e la ragazza accetta di farli partecipare, Sheldon escluso, pur essendone felice, perché all'università; durante il pranzo che segue la cerimonia, Audrey si offre di pagare loro una luna di miele di tre giorni a Dollywood e i giovani sposi accettano il regalo, chiedendo a Connie di badare alla figlia. La donna però viene arrestata a seguito della chiusura della sala giochi e Mary, venuta a saperlo, decide di prendere con lei la bambina; successivamente Audrey, quando va a casa di Dale a visitare la nipote, scopre l'assenza della bambina ma anche il business illegale dei Cooper e questo causa tensioni fra le due famiglie, tranne che fra George e Jim, che parlano dei rispettivi segreti di famiglia per riappacificare le donne. Intanto anche Sheldon scopre della sala giochi e Missy lo convince che nel giardino di preghiera della madre sia sotterrato un cadavere, così il ragazzo passa la notte scavando per cercarlo. 
- Guest star: Craig T. Nelson (Dale Ballard), Ed Begley Jr. (Dr. Linkletter), Will Sasso (Jim McAllister), Rachel Bay Jones (Audrey McAllister), Mark L. Taylor (Lyndon), Rebecca Metz (agente Gilroy)

## Una cavigliera e un grosso gabinetto di plastica
- Titolo originale: An Ankle Monitor and a Big Plastic Crap House
- Diretto da: Jeremy Howe
- Scritto da: Chuck Lorre, Steve Holland e Connor Kilpatrick (soggetto), Steven Molaro, Nick Bakay e Eric Kaplan (sceneggiatura)

### Trama
Connie viene messa agli arresti domiciliari e Sheldon cerca di proporsi come suo avvocato, ma la donna rifiuta la sua proposta di dichiararsi pazza e alla fine accetta di dichiararsi colpevole e chiudere le attività per evitare la prigione. Nel frattempo il bagno dei Cooper si rompe, costringendo Georgie, Mandy e la bambina a trasferirsi dai genitori di lei, dove Audrey, inizialmente decisa a convincere la figlia a divorziare, rivaluta il ragazzo e permette a suo marito di assumerlo nella loro attività.
- Guest star: Craig T. Nelson (Dale Ballard), Will Sasso (Jim McAllister), Rachel Bay Jones (Audrey McAllister), Rebecca Metz (agente Gilroy), Nicholas Heffelfinger (Bryce), Greg Bryan (Phil), Dean Sharpe (Rich)

## Un articolo divertente e una borsa di studio per un bebè
- Titolo originale: A Fancy Article and a Scholarship for a Baby
- Diretto da: Ansley Rix
- Scritto da: Chuck Lorre, Steven Molaro e Marie Cheng (soggetto), Steve Holland, Jeremy Howe e Nadiya Chettiar (sceneggiatura)

### Trama
Un articolo che Sheldon ha scritto durante il suo periodo in Germania viene pubblicato a livello internazionale, scatenando una competizione tra le migliori università per reclutarlo; temendo che lasci la East Texas Tech, la rettrice Hagemeyer chiede a Sturgis e Linkletter di convincere Sheldon a restare, offrendo in più borse di studio per Georgie, Missy e CeeCee. Il ragazzo, indeciso, sta quasi per convicersi a rimanere, ma alla fine i suoi due mentori ammettono che non hanno più nulla da insegnargli e che è giusto che vada avanti. Sheldon restringe le sue opzioni al MIT o alla Caltech ma, inadatto al clima freddo di Boston, opta per la Caltech. Nel frattempo, Georgie cerca di parlare in modo più formale di fronte a sua figlia. 
- Guest star: Ed Begley Jr. (Dr. Linkletter), Wendie Malick (rettrice Hagemeyer), Rachel Bay Jones (Audrey McAllister), Wallace Shawn (Dr. Sturgis)

## Servizi sociali e il segreto per un matrimonio felice
- Titolo originale: Community Service and the Key to a Happy Marriage
- Diretto da: Nikki Lorre
- Scritto da: Steven Molaro, Jeremy Howe e Connor Kilpatrick (soggetto), Steve Holland, Eric Kaplan e Ben Slaughter (sceneggiatura)

### Trama
Connie deve svolgere 180 ore di servizio comunitario e sceglie di farlo nella chiesa di Mary, sperando che lei menta sulle ore di lavoro che ha effettivamente svolto, ma tutti i suoi tentativi in questo senso falliscono e le si rivoltano persino contro. Nel frattempo, Mandy e Audrey litigano sull'educazione di CeeCee, mettendo Georgie fra due fuochi; Jim prova allora a dargli qualche consiglio basato sulla sua esperienza, ma alla fine i due ragazzi concordano che vogliono un matrimonio migliore di quello dei McAllister. 
- Guest star: Octavia Spencer (Agente Rhonda Thompson), Will Sasso (Jim McAllister), Rachel Bay Jones (Audrey McAllister)

## Un piccolo taglietto e insegnare agli anziani
- Titolo originale: A Little Snip and Teaching Old Dogs
- Diretto da: Ruby Stillwater
- Scritto da: Steve Holland, Nadiya Chettiar e Yael Glouberman (soggetto), Steven Molaro, Connor Kilpatrick e Ben Slaughter (sceneggiatura)

### Trama
Sheldon dà alla rettrice Hagemeyer alcune indicazioni per migliorare il dipartimento di fisica della Texas Tech e la donna trasmette le sue idee a Sturgis e Linkletter, che però non riescono a capirle e hanno bisogno dell'aiuto del ragazzo, che applica, inutilmente, le tecniche di tutoraggio che ha sperimentato in Germania, ma alla fine accetta l'invito di Connie a essere più paziente. Nel frattempo, George si sottopone segretamente a una vasectomia dopo che Mary parla del desiderio di avere un altro bambino. 
- Guest star: Ed Begley Jr. (Dr. Linkletter), Wendie Malick (rettrice Hagemeyer), Rex Linn (preside Peterson), Doc Farrow (allenatore Wilkins), Michelle N. Carter (Anita), Wallace Shawn (Dr. Sturgis)

## Una nuova casa e una tradizionale tortura texana
- Titolo originale: A New Home and a Traditional Texas Torture
- Diretto da: Alex Reid
- Scritto da: Chuck Lorre, Steve Holland e Eric Kaplan (soggetto), Steven Molaro, Nadiya Chettiar e Connor Kilpatrick (sceneggiatura)

### Trama
A pochi giorni dalla sua partenza, Sheldon inizia a "salutare" Medford: visita il negozio di fumetti, pranza con Tam in biblioteca nonostante il ragazzo si sia già diplomato e saluta i suoi vecchi insegnanti; nel frattempo a George viene comunicato che gli è stato offerto un posto da allenatore alla Rice University di Houston, prospettiva che esalta tutti tranne Sheldon, che inizia a temere i cambiamenti che stanno per investire la sua vita. Qualche giorno dopo, i Cooper si preparano a scattare un ultimo ritratto di tutta la famiglia unita a Medford, ma al posto di George arrivano l'allenatore Wilkins e il preside Peterson, visibilmente addolorati, con una terribile notizia: l'uomo ha avuto un infarto ed è morto. 
- Guest star: Craig T. Nelson (Dale Ballard), Wendie Malick (rettrice Hagemeyer), Rex Linn (preside Peterson), Doc Farrow (allenatore Wilkins), Brian Stepanek (signor Givens), Sarah Baker (signora Hutchins), Steve Burns (Nathan), Ryan Phuong (Tam), Susan Leslie (Joanna)

## Il funerale
- Titolo originale: Funeral
- Diretto da: Michael Judd
- Scritto da: Chuck Lorre, Steve Molaro e Steve Holland

### Trama
Mentre viene organizzato il funerale di George, Sheldon immagina diversi scenari su come sarebbe potuta essere l'ultima volta in cui ha visto suo padre invece di ignorarlo. Il giorno del funerale, Georgie, Connie e Mary tengono l'elogio, mentre Sheldon riesce a esprimere ciò che prova solo nella sua mente. Anni dopo, lo Sheldon adulto, emotivamente più maturo, ammette che voleva bene a suo padre e che gli mancherà sempre. 
- Guest star: Reba McEntire (June), Craig T. Nelson (Dale Ballard), Ed Begley Jr. (Dr. Linkletter), Melissa Peterman (Brenda Sparks), Will Sasso (Jim McAllister), Rachel Bay Jones (Audrey McAllister), Rex Linn (Preside Peterson), Doc Farrow (Allenatore Wilkins), Brian Stepanek (signor Givens), Nancy Linehan Charles (Peg), Lenora May (Patricia), Wallace Shawn (Dr. Sturgis)

## Ricordi
- Titolo originale: Memoir
- Diretto da: Alex Reid
- Scritto da: Chuck Lorre, Steve Molaro e Steve Holland

### Trama
Circa un mese dopo il funerale, Sheldon si prepara a partire per la Caltech, quando Mary chiede a lui e Missy di battezzarsi; il ragazzo è estremamente contrario e accetta per far piacere alla madre, anche se si presenta alla cerimonia con una muta da sub per evitare i germi della vasca. Qualche giorno dopo, Sheldon arriva alla Caltech e, quando un professore gli chiede se si è perso, lui dice che è esattamente dove dev'essere. 
Nel presente, si scopre che l'intero racconto proviene dalle memorie che Sheldon, che ora vive con Amy in una villetta in periferia, insieme al figlio Leonard e a una figlia, sta scrivendo; la donna cerca di convincerlo a venire con lei alla partita di hockey del figlio, e l'uomo, dopo un iniziale rifiuto, accetta quando si rende conto che è importante che supporti i suoi figli anche se non sempre li capisce, come i suoi genitori hanno fatto con lui.
- Guest star: Mayim Bialik (Amy Farrah Fowler), Jim Parsons (Sheldon Cooper adulto), Craig T. Nelson (Dale Ballard), David Saltzberg (professore della Caltech)